# Crepidium exilis
Crepidium exilis är en orkidéart som först beskrevs av James Boughtwood Comber, och fick sitt nu gällande namn av Marg.. Crepidium exilis ingår i släktet Crepidium, och familjen orkidéer. Inga underarter finns listade i Catalogue of Life.